# 莊應會
莊應會（1598年—1656年），字春侯，號素鶴，直隸常州府武進縣（今江蘇省常州市）人，明末清初政治人物。

## 生平
崇禎元年（1628年）登進士，授禮部郎中。崇禎五年（1632年）任福建提學副使。崇禎十七年（1644年）清军南下进攻常州，莊應會分城而守。后因被困被迫開城納降。
清順治初年（1645年）起用任江西参政。順治八年（1652年）任江西右布政使。順治十一年（1655年）任廣西左布政使。同年，改任四川左布政使。順治十三年（1657年）任刑部右侍郎等职。